# Henriette Eberwein
Henriette Eberwein, geborene Rosamund Henriette Häßler bzw. Regina Henriette Häßler (* 24. November 1790 in Erfurt; † 6. August 1849 in Weimar) war eine deutsche Opernsängerin (Sopran) und Gesangspädagogin.

## Leben
Eberwein war die Tochter des damals rühmlich bekannten Komponisten und Pianisten Johann Wilhelm Häßler (1747–1822) und der Sängerin Sophia Barbara Häßler, geb. Kiel (1761–1844). Frühzeitig entdeckte man ihre schöne Stimme – und kaum den Kinderschuhen entwachsen, betrat sie im November 1807 die Weimarer Bühne, nachdem sie in Dresden Unterricht bei Benedict Bierey genommen hatte. Mit Karl Melchior Jakob Moltke, Karl Stromeier und Karoline Jagemann zusammen bildete sie bald das berühmte Quartett der Weimarer Oper. Besonders mit der Jagemann alternierte sie in einigen Rollen.
Eberweins Opernfach erstreckte sich auf Ernstes wie Heiteres, ihr Repertoire war daher sehr umfangreich. Ihre Stimme war leicht ansprechend, weich und herzvoll, mitunter aber auch energisch. Sie war eine dramatische Sängerin im wahren Sinne des Wortes, zudem eine vollendete Koloratursängerin.
Eberwein schien ihre Stimme zu stark forciert zu haben, denn deren Klang nahm mit der Zeit merklich ab. Sie, die lange Zeit das Vorbild junger Sängerinnen war, welche sich für die Weimarer Bühne heranbilden wollten, und die einst den Glanzpunkt der Oper bildete, sang immer seltener und seltener und betrat schließlich nur noch in ganz kleinen Partien die Bühne.
1838 wurde Eberwein pensioniert. Sie beschäftigte sich nun als Gesangsmeisterin in Dramatik und Lyrik, aus ihrer gediegenen Schule ist so manche andere nennenswerte Sängerin hervorgegangen.

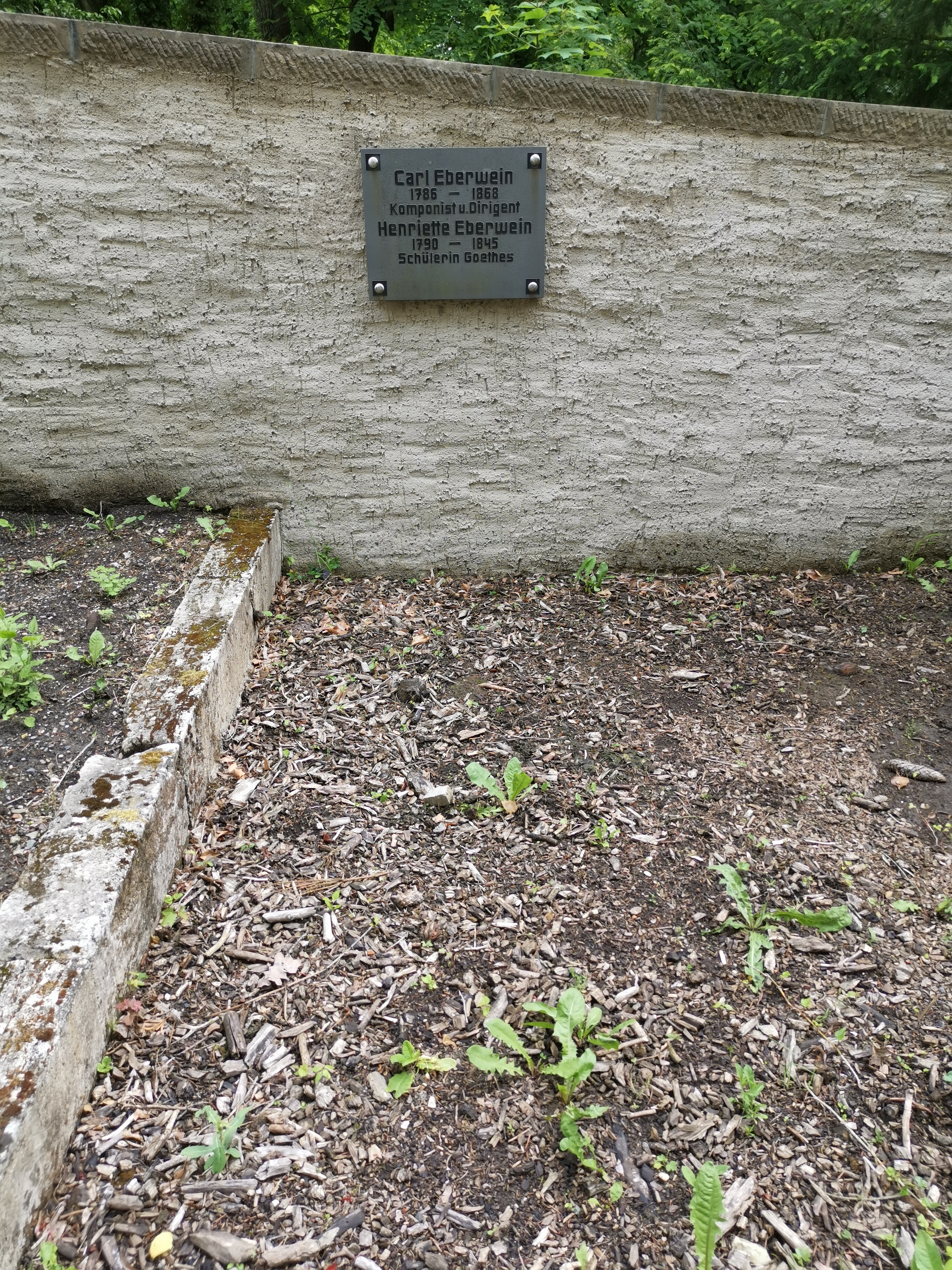
Gedenktafel

Verheiratet war Eberwein ab Juni 1812 mit dem Komponisten, Musikdirektoren und Dirigenten Franz Carl Adelbert Eberwein. Sie ist auf dem Historischen Friedhof Weimar bestattet, dort erinnert noch heute eine Gedenktafel an ihn und ihren Mann. Beider ältester Sohn Friedrich Karl Wilhelm Maximilian Eberwein (1814–1875) wurde als Pianist, Komponist und Klavierpädagoge gleichfalls Musiker.